# Trois Secondes
Pour plus de détails, voir Fiche technique et Distribution.
Trois Secondes (Движение вверх, Dvijenie vverkh; littéralement « Mouvement ascendant ») est un film russe réalisé par Anton Meguerditchev, sorti en 2017.
Le film évoque la finale controversée de la compétition de basket-ball aux Jeux olympiques d'été de 1972. Le titre du film évoque les trois dernières secondes de la finale olympique où à trois secondes de la fin les Américains prennent l’avantage pour finalement perdre le match. C'est le premier film au box-office en Russie en 2017.
En novembre 2018, il est présenté à Paris dans le cadre de la 16e semaine du nouveau cinéma russe.

## Fiche technique
- Titre original : Движение вверх, Dvijenie vverkh
- Titre français : Trois Secondes
- Titre international : Going Vertical
- Réalisation : Anton Meguerditchev
- Scénario : Nikolai Kulikov et Andrey Kureychik
- Direction artistique : Yana Veselova
- Costumes : Edna Jones
- Photographie : Igor Grinyakin
- Montage : Petr Zelenov
- Pays d'origine : Russie
- Format : Couleurs - 35 mm
- Genre : drame
- Durée : 133 minutes
- Dates de sortie : 
  -  Russie : 28 décembre 2017

## Distribution
- Vladimir Machkov : Vladimir Kondrachine
- Victoria Tolstoganova : Evguenia Kondrachina, la femme de Vladimir Kondrachine
- John Savage : Hank Aiba
- Andreï Smoliakov : Grigori Moïsseïev
- Sergueï Garmach : Sergueï Pavlov, responsable du Goskomsport
- Marat Bacharov : Terechtchenko
- James Tratas : Modestas Paulauskas
- Irakli Mikava : Zurab Sakandelidze
- Aleksander Ryapolov : Aljan Jarmoukhamedov
- Egor Klimovich : Aleksandr Boloshev
- Kuzma Saprykine : Ivan Edeshko
- Kirill Zaïtsev (ru) : Sergueï Belov
- Otar Lortkipanidze : Mikhail Korkia
- Ivan Kolesnikov : Aleksandr Belov
- Ivan Orlov : Sergei Kovalenko
- Aleksandra Revenko : Aleksandra Ovchinnikova
- Dmitriy Frid : arbitre

## Récompenses
- 17e cérémonie  des Aigles d'or : Aigle d'or du meilleur acteur, du meilleur acteur dans un second rôle, de la meilleure photographie, du meilleur montage, du meilleur son et des meilleurs effets spéciaux[2].